# Yūgo Tatsuta
Yūgo Tatsuta (jap. 立田 悠悟, Tatsuta Yūgo; * 21. Juni 1998 in Shizuoka, Präfektur Shizuoka) ist ein japanischer Fußballspieler. 

## Karriere

### Verein
Yūgo Tatsuta erlernte das Fußballspielen in der Jugendmannschaft von Shimizu S-Pulse. Hier unterschrieb er 2017 auch seinen ersten Profivertrag. Der Verein aus Shimizu spielte in der höchsten Liga des Landes, der J1 League. Am Ende der Saison 2022 musste er mit dem Verein als Tabellenvorletzter in die zweite Liga absteigen. Nach dem Abstieg verließ er den Verein. Im Januar 2023 unterschrieb er einen Vertrag beim Erstligisten Kashiwa Reysol. Hier bestritt er 34 Erstligaspiele. Im Januar 2025 wechselte er zum ebenfalls in der ersten Liga spielenden Fagiano Okayama.

### Nationalmannschaft
Yūgo Tatsuta spielte 14-mal in der japanischen U21-Nationalmannschaft und neunmal in der U23. Seit 2019 spielt er in der japanischen Nationalmannschaft. Sein Debüt in der Nationalmannschaft gab er am 21. Juni 2019 in einem Spiel der Copa América gegen Uruguay in der Arena do Grêmio in Porto Alegre.